# Le Diable boiteux (ballet)
Pour les articles homonymes, voir Le Diable boiteux.

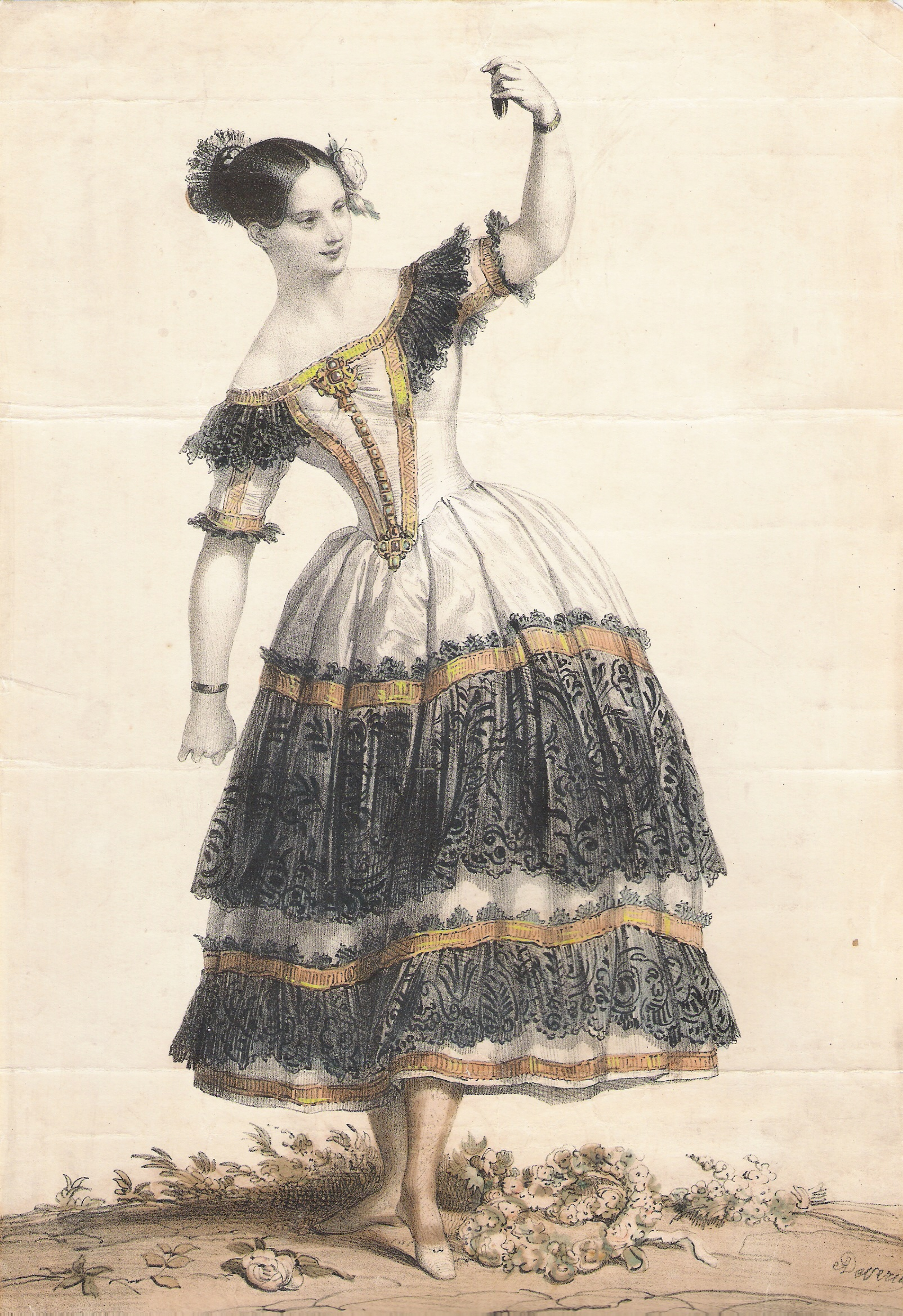
Fanny Elssler dans la cachucha du Diable boiteux.

Le Diable boiteux est un ballet de Jean Coralli, sur une musique de Casimir Gide, représenté pour la première le 1er juin 1836 à l'Opéra de Paris. Les rôles principaux sont tenus par Fanny Elssler, Joseph Mazilier, Amélie Legallois, Pauline Leroux et Jean-Baptiste Barrez.
S'inspirant librement du roman homonyme de Lesage, ce ballet est le premier grand succès de Coralli qui avait, jusqu'alors, principalement remonté les ballets d'autres auteurs.
La cachucha qu'y exécute Fanny Elssler déconcerte puis enthousiasme le public, et cette variation deviendra vite le morceau de bravoure de la ballerine, que Zorn décrira 50 ans plus tard.
En 1843, ce ballet a été redonné au théâtre Bolchoï de Moscou.